# فنسنت ماركيتي
فنسنت ماركيتي (بالفرنسية: Vincent Marchetti)‏ (4 يوليو 1997 بفرنسا - ) هو لاعب كرة قدم فرنسي في مركز الدفاع. شارك مع منتخب فرنسا تحت 19 سنة لكرة القدم. أما مع النوادي، فقد لعب مع نادي أجاكسيو.

## وصلات خارجية
- فنسنت ماركيتي على موقع رابطة كرة القدم الفرنسية للمحترفين (الإنجليزية)
- فنسنت ماركيتي على موقع قاعدة بيانات كرة القدم.إي يو (الإنجليزية)
- فنسنت ماركيتي على موقع Soccerway.com (الإنجليزية)
- فنسنت ماركيتي على موقع AS.com (الإسبانية)